# Mian-Jin jezici
Mian-Jin jezici, jedna od tri podskupine jezične skupine jao (mien), porodice mjao-jao (hmong-mien) iz Kine. Obuhvaća ukupno (3) jezika, to su: biao mon ili min yao [bmt], 20,000 (Wang and Mao 1995) u autonomnoj regiji Guangxi Zhuang; iu mien ili ban yao, planinski yao [ium], ukupno 818.635 u Kini, Laosu, Tajlandu i Vijetnamu; i kim mun ili chasan yao (nizijski yao), ukupno 374.500 u Yunnanu (Kina), Laosu i Vijetnamu.

## Vanjske poveznice
- Ethnologue (14th)
- Ethnologue (15th)